# У име закона
У име закона је југословенска телевизијска серија, коју је 1991. године снимио српски редитељ Александар Ђорђевић по сценарију Милана Делчића „Делче“.